# La Bibliothèque verte
Pour l’article homonyme, voir Bibliothèque verte.
 (novembre 2011).
Si vous disposez d'ouvrages ou d'articles de référence ou si vous connaissez des sites web de qualité traitant du thème abordé ici, merci de compléter l'article en donnant les références utiles à sa vérifiabilité et en les liant à la section « Notes et références ».
La Bibliothèque verte (en arabe : المكتبة الخضراء, El-Maktabaa el-Khadra) est une maison d'édition algérienne spécialisée dans les livres pour enfants. Elle propose notamment des ouvrages de fiction (contes et romans), scientifiques, historiques et biographiques.

## Collections
- Les contes de grand-mère
- Série Kalila et Dimna
- Histoires authentiques des prophètes
- Haya naqra en arabe
- Mon cahier d’écriture
- Alerte dans l'espace

## Foires et manifestations culturelles
La Bibliothèque verte participe à quelques foires internationales tel que :
- Qatar La foire internationale du livre, Doha.
- Tunisie La foire internationale du livre, Tunis.
- Émirats arabes unis La foire internationale du livre, Sharjah.
- SoudanLa foire internationale,Khartoum.
- SénégalLa foire internationale, Dakar.
- Burkina Faso La foire internationale, Ouagadougou.
- Algérie Le salon international du livre, Alger.
- Émirats arabes unis Le salon international du livre, Abu Dhabi.
- Tunisie La foire internationale du livre, Sfax.
- Allemagne Le salon international du livre, Francfort.
- Arabie saoudite La foire internationale du livre, Riyad.
- Oman La foire internationale du livre, Mascate.
- Maroc Le salon international du livre, Casablanca.
- Côte d'Ivoire Le salon international, Abijan.
- France Le salon du livre, Le Bourget.